# Schattenhalb
Schattenhalb je obec v okrese Interlaken-Oberhasli v kantonu Bern ve Švýcarsku. Žije zde 551 obyvatel.

## Geografie
Schattenhalb se nachází v pohoří Berner Oberland v údolí Haslital, kde za Innertkirchenem u Guttannenu pramení řeka Aara. Sousedními obcemi ve směru hodinových ručiček od severu jsou Meiringen, Innertkirchen a Grindelwald (nacházející se 11 km vzdušnou čarou).
Nejvyšší horou je Wellhorn na jihozápadní hranici obce ve výšce 3191 m n. m. V obci se nacházejí soukromé alpy Rosenlaui/Schönenbühl a Seili a družstevní alpy Grindel a Kaltenbrunnen. Kromě těchto alp, na kterých pase dobytek pro produkci mléka, se zde nachází také alpy Burgalp, na kterých jsou chovány kozy. Alpy Grindel se skládají ze tří pásem: Gschwantenmad (nejnižší pásmo), Mettlen a Chrüteren (střední) a Grindelfeld (nejvyšší), které leží částečně na území obce.
Částečně na území obce leží ledovec Rosenlauigletscher. Pod tímto ledovcem se nachází turisticky atraktivní soutěska Gletscherschlucht Rosenlaui, ke které se lze dostat do údolí Reichenbachtal.

## Historie

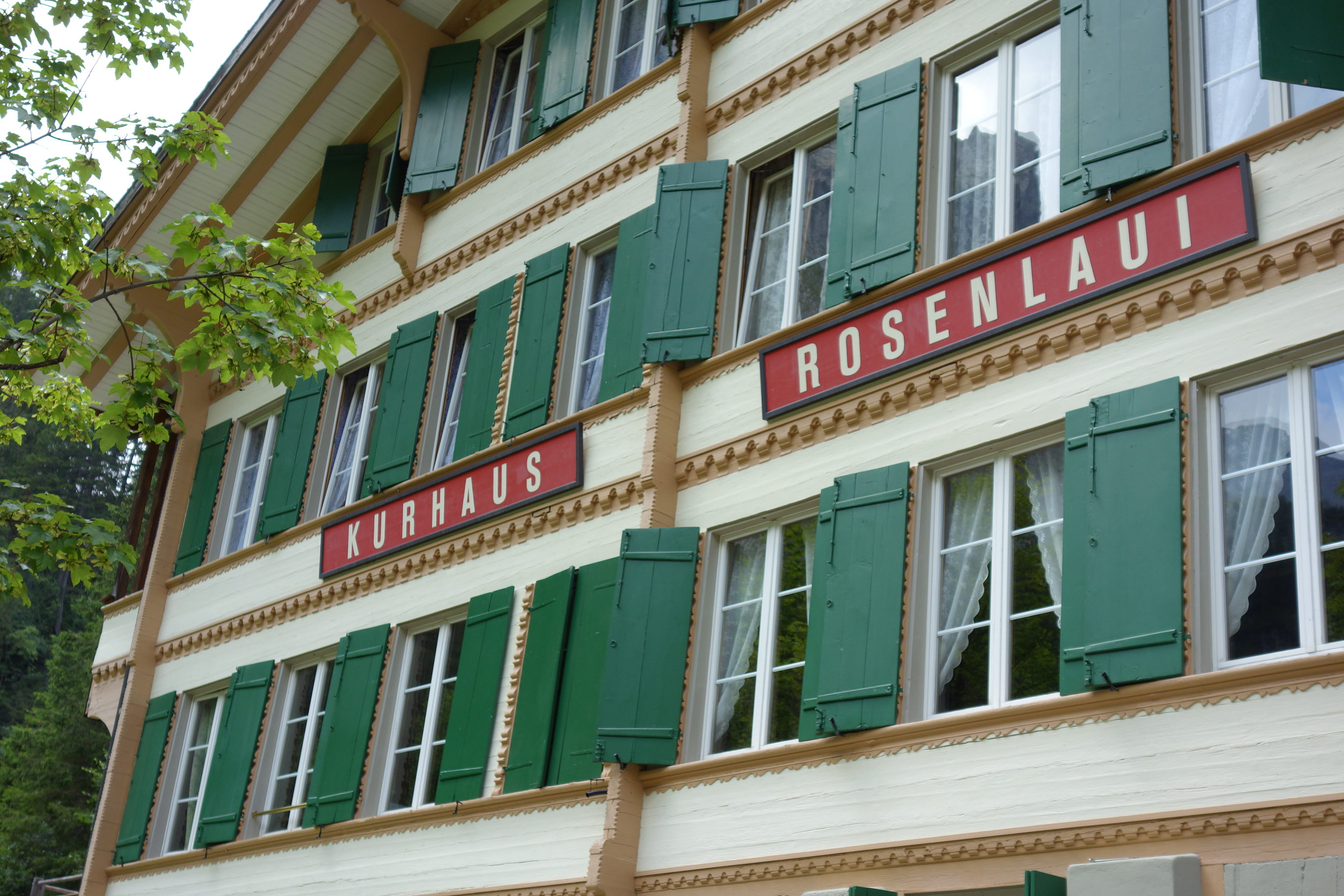
Lázeňský hotel Rosenlaui

V 18. a 19. století učenci (mj. Karl Viktor von Bonstetten, Jakob Samuel Wyttenbach) objevili a popsali přírodní krásy, jako jsou Reichenbašské vodopády, ledovec Rosenlauigletscher a soutěsku Aareschlucht. První hostince byly postaveny koncem 18. století na staré průjezdní cestě (pozdně středověká-raně novověká částečně zachovaná mulařská stezka) přes Grosse Scheidegg, která se díky cestopisným reportážím a rytinám stala světoznámou. Rosenlauibad (koupaliště s licencí z roku 1788) se v 19. století vyvinulo v turistickou ubytovnu a lázně. Komplex Reichenbachbad (před rokem 1800 lázně, od roku 1835 také hostinec) zpřístupnil vodopády pěšími stezkami a od roku 1899 lanovou dráhou (se třemi malými elektrárnami); po požáru v roce 1901 byl přestavěn na grandhotel a v roce 1919 na psychiatrickou kliniku (dnes soukromá klinika Meiringen). V roce 1888 byla turisticky zpřístupněna soutěska Aareschlucht; tramvajová dráha Meiringen – Reichenbach – Aareschlucht jezdila v letech 1912–1956. 
Samotná obec Schattenhalb vznikla v roce 1834 z pěti statků Falchern, Geissholz, Lugen, Schwendi a Willigen v údolí Haslital. Ty jsou v obecním znaku znázorněny pěti hvězdami. Název Schattenhalb označuje horský svah jižně od Meiringenu, který leží na stinné straně. K obci patří také osada Reichenbach nedaleko Meiringenu.

## Obyvatelstvo

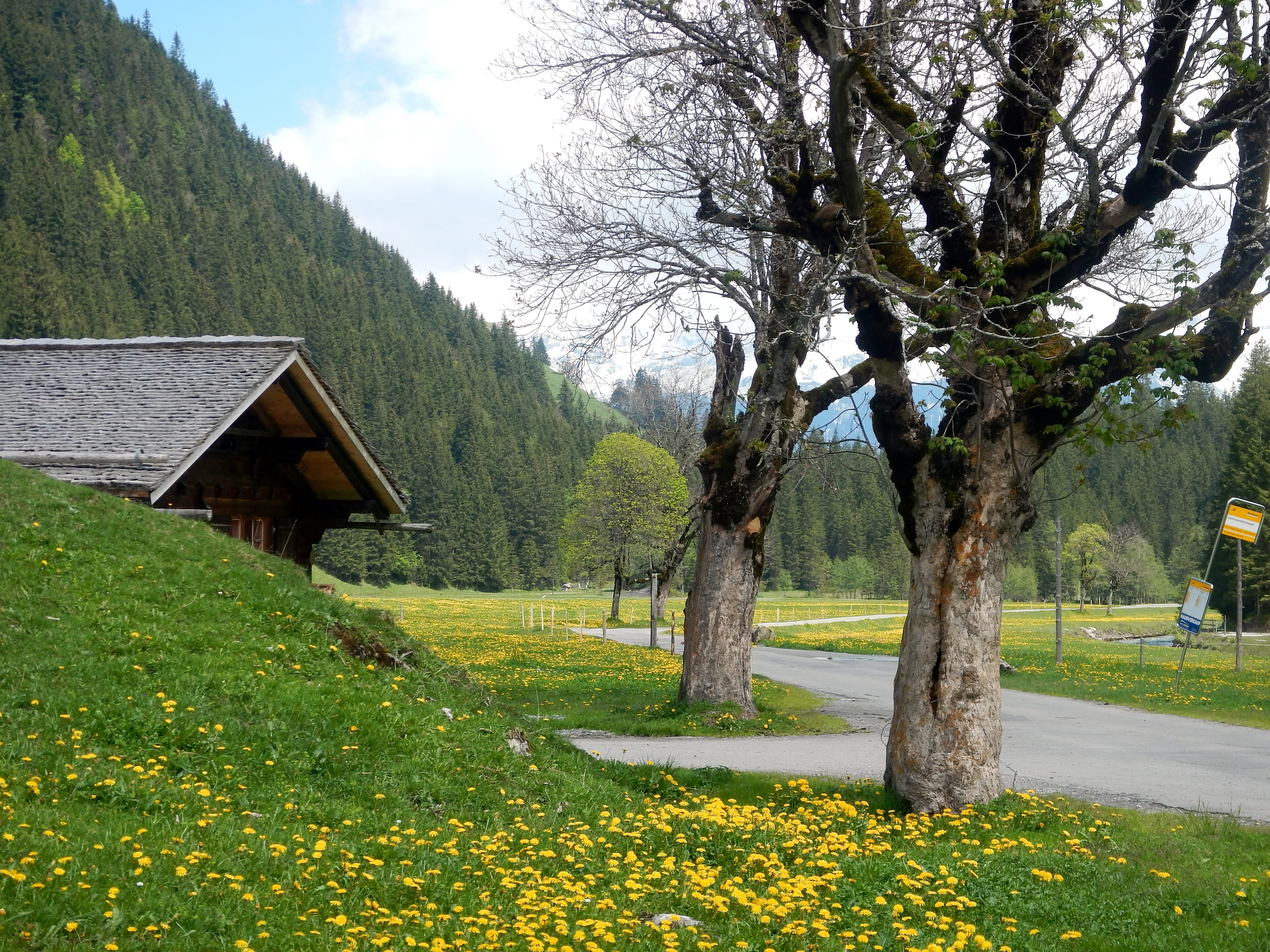
Salaše v obci

| Vývoj počtu obyvatel | Vývoj počtu obyvatel | Vývoj počtu obyvatel | Vývoj počtu obyvatel | Vývoj počtu obyvatel | Vývoj počtu obyvatel | Vývoj počtu obyvatel | Vývoj počtu obyvatel | Vývoj počtu obyvatel | Vývoj počtu obyvatel | Vývoj počtu obyvatel | Vývoj počtu obyvatel |
| -------------------- | -------------------- | -------------------- | -------------------- | -------------------- | -------------------- | -------------------- | -------------------- | -------------------- | -------------------- | -------------------- | -------------------- |
| Rok                  | 1850                 | 1880                 | 1900                 | 1930                 | 1950                 | 1960                 | 1970                 | 1980                 | 1990                 | 2000                 |                      |
| Počet obyvatel       | 767                  | 850                  | 772                  | 864                  | 954                  | 888                  | 830                  | 754                  | 706                  | 574                  |                      |

## Hospodářství
Až do 20. století bylo hlavním zaměstnáním salašnictví a chovatelství (chov skotu a koní, salašnické sýrárny) s domácími hospodářstvími v údolí a soukromými a družstevními salašemi.
Společnost BKW Energie provozuje elektrárnu Schattenhalb na řece Reichenbach (Schattenhalb 1 a 3).

## Turistika
Schattenhalb má dlouhou turistickou tradici. První zmínka o lázních Willigerbad (později Reichenbachbad) v okrese Reichenbach pochází z roku 1509. Nachází se zde jediný termální pramen v kantonu Bern a v roce 1681 zde byla udělena koncese na provozování lázní. Vedle něj byl v roce 1862 postaven Hotel des Alpes, který se později stal hotelem Reichenbach a dnes v něm sídlí soukromá klinika Meiringen. Údolí Reichenbach s lázněmi Rosenlaui, soutěskou Rosenlaui a přechodem přes Grosse Scheidegg se na konci 18. století stalo turistickým cílem takzvané „švýcarské cesty“ Grand Tour. V roce 1899 byla otevřena železnice k Reichenbašským vodopádům. V roce 1912 získala Reichenbašská vodopádová dráha přímé spojení s nádražím Brünig v Meiringenu tramvajovou tratí Meiringen-Reichenbach-Aareschlucht. Toto spojení existovalo až do roku 1956.
Horská a turistická oblast je od roku 2007 součástí světového dědictví UNESCO Švýcarské Alpy Jungfrau-Aletsch. V září se na vrcholu Gschwantenmad Alp koná tradiční Chästeilet.

## Doprava
Obec leží na hlavních silnicích č. 6 a 11, které vedou z Interlakenu do průsmyku Sustenpass (č. 11) a do průsmyku Grimselpass (č. 6). Nejbližší železniční stanice se nachází v nedalekém Meiringenu (společnost Zentralbahn).